# امبر آلن
امبر آلن (انگلیسی: Amber Allen؛ زادهٔ ۲۱ اکتبر ۱۹۷۵) بازیکن فوتبال اهل کانادا است.

وی همچنین در تیم ملی فوتبال زنان کانادا بازی کرده‌است.